# Yuli
Yuli (玉里鎮S, Yùlǐ ZhènP) è un comune di Taiwan, situato nella provincia di Taiwan e nella contea di Hualien.